# Олга Сафронова
 Олга Јевгењевна Сафронова (рус. Ольга Евгеньевна Сафронова, рођена Блудова, 5. новембар 1991) је казахстанска атлетичарка, специјалиста за спринтерске дисциплине. Носилац је највишег спортског звања у Казахстану, Мајстор спорта међународне класе. Учесник је Олимпијских игара 2012. у Лондону. Казахстанска је рекордерка на 100 метара са 11,12 с. 

## Спортска биографија
Сафронова је рођена у Караганди. У атлетици је почела са дисциплинама скока удаљ и увис, затим прешла на трке са препонама, да би на крају дошла до спринта под руководством Јурија Ивановича Мастакова.
Вишеструка је првакиња Казахстана. Олимпијску „А“ норму за Олимпијских игара 2012. остварила је на Купу Узбекистана. На Играма је испала у полуфиналу трке на 100 метара.
Освојила је бронзану медаљу у трци на 60 м а сребрну са штафетом 4 х 400 м, на Азијском првенству у дворани 2010. 
На Светском првенству у 2013. у Москви резултатом не 23,83 с на 200 метара није се пласирала у полуфинале. Следеће године на Светском првенству у дворани на 60 м остала је без полуфинала.

## Приватни живот
Сафронова је студент Карагандијско државног универзитета Е. А Букетова. 

## Лични рекорди
| Дисциплина  | Резултат | Место     | датум           |
| ----------- | -------- | --------- | --------------- |
| 60 м у сали | 7,30     | Караганда | 27. јануар 2012 |
| 100 м       | 11,12    | Ташкент   | 1. јун 2012     |
| 200 м       | 23,21    | Алмати    | 16. мај 2013    |